# Leptosia lignea
Leptosia lignea är en fjärilsart som först beskrevs av Snellen van Vollenhoven 1865.  Leptosia lignea ingår i släktet Leptosia och familjen vitfjärilar. Inga underarter finns listade i Catalogue of Life.